# 原子力デコミッショニング研究会
原子力デコミッショニング研究会（げんしりょくでこっみしょにんぐけんきゅうかい）は、原子力施設のデコミッショニング（廃止措置）に関する研究を行う任意団体。1997年に設立され、ゼネコンや電力会社、運送会社等の32法人が会員として参加している。

## 概要
- 所在地：東京都千代田区九段北4-1-31
- 設　立：1997年（平成9年）
- 会　長：石川迪夫
- 目　的：今後の産業界における緊要な技術者の養成と幅広い産業分野の連絡、協調に資すること